# Herb Tobolska

Herb Tobolska

Herb Tobolska (ros. Герб Тобольска) – jeden z symboli miejskich Tobolska, w obecnej postaci przyjęty oficjalnie przez radę miejską 29 maja 2007 roku.

## Opis i symbolika
Na francuskiej tarczy herbowej barwy błękitnej złoty monument w kształcie piramidy. Piramida ma formę trzech nakładających się na siebie trójkątów. Na jej szczycie owalny przedmiot, a całość ustawiona na piedestale. Przed piramidą dwa złote bębny ze srebrnymi zakończeniami oraz dwie srebrne halabardy na lewej i prawej krawędzi, obie zwrócone ostrzem w prawą stronę (heraldyczną, z punktu widzenia obserwatora jest to lewa strona), każda odchylająca się poza postument. W tle trzy sztandary po prawej stronie (heraldycznej) w kolorach, patrząc od dołu: purpurowym, szkarłacie (czerwieni) i zielonym. Po lewej stronie także trzy sztandary w kolorach, od dołu: zielonym, purpurowym i szkarłacie (czerwieni). Głowice sztandarów w kolorze srebrnym. Nad tarczą korona herbowa w kolorze złotym, w formie baszty o pięciu blankach. Tarczę okala wstęga sowieckiego Orderu „Znak Honoru”
Elementy militarne użyte w herbie mają symbolizować odwagę i heroizm, a także ciężką pracę jaką w rozwój miasta w trudnych syberyjskich warunkach włożyli, zarówno pierwsi mieszkańcy-pionierzy, ale także zwykli obywatele w kolejnych pokoleniach. Złoty kolor symbolizować ma bogactwo regionu, a także stabilizację i szacunek. Srebrny odwołuje się do czystości, doskonałości i pokoju, a błękit jest symbolem szlachetności i honoru. Czerwień (szkarłat) to barwa mająca oddawać ciężką pracę mieszkańców Tobolska, ale także ich siłę i piękno. Zieleń to nawiązanie do piękna natury, zdrowia oraz życia, a purpura oddawać ma majestat. Użycie korony herbowej ma ukazać znaczenie miasta jako ważnego ośrodka regionalnego. 10 lipca 1987 r. miasto Tobolsk zostało odznaczone Orderem „Znak Honoru”, co znalazło swoje odzwierciedlenie w herbie miejskim.

## Historia

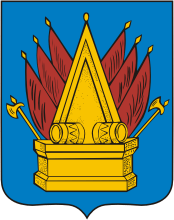
Herb Tobolska w latach 1785–1917

Pierwszy herb miasta Tobolska związany jest z odznakami wojskowymi regimentu tobolskiego, który stacjonował w mieście, w okresie panowania Piotra I Wielkiego. Miała ona postać podobną do dzisiejszej i prezentowała trofea wojenne na błękitnym tle. Wzór ten został najprawdopodobniej zaczerpnięty z holenderskiego herbarza, wydanego w 1705 r. w Amsterdamie. Już w 1712 r. pojawia się on na sztandarach regimentu. Wiadomo, że już w latach trzydziestych i czterdziestych XVIII wieku w dokumentach związanych ze sprawami heraldycznymi emblemat regimentu tobolskiego zyskuje postać herbu i jako taki jest wymieniany w odniesieniu do całego Tobolska. Kolory sztandarów zgodne były z obecnie używanymi, a więc: purpurowe, czerwone i zielone. 17 marca 1785 r. herb Tobolska został oficjalnie potwierdzony. Było to w zasadzie to samo wyobrażenie jakie znajdowało się na odznace regimentowej i jakie figuruje na obecnym herbie. Różnice ze współczesną wersją są następujące: całe godło (a więc tzw. piramida i wszystkie trofea wojenne) są złote, wszystkie sztandary są natomiast barwy czerwonej. W 1859 r. pojawiły się projekty zmiany herbu. Kolor tarczy herbowej miał być złoty, a wpisane w nią miały zostać dwa skrzyżowane czerwone sztandary, wraz z czerwoną buławą, a także czarną okrągłą tarczą pośrodku ozdobioną srebrną ornamentyką. Całość okalana miała być złotymi kłosami zbóż przeplatanymi ze wstęgą Orderu św. Aleksandra Newskiego. Podobne przekształcenia miały dotyczyć herbu gubernialnego. Projekty te jednak nigdy nie weszły w życie i herb w swej osiemnastowiecznej formie utrzymał się do przewrotu bolszewickiego w 1917 r., gdy został zastąpiony przez symbolikę sowiecką. 
Sytuacja zmieniła się dopiero wraz z rozpadem Związku Radzieckiego i przemianami w Rosji. Pojawiły się pomysły by przywrócić dawny herb miasta. Prace trwały długo i przeciągały się. Jedna z propozycji zakładała by kolorom sztandarów nadać barwy flagi rosyjskiej. Ostatecznie herb w swej obecnej postaci został przyjęty dopiero 29 maja 2007 roku. Jest on wynikiem prac specjalnie powołanej komisji złożonej z artystów i ekspertów heraldycznych z Petersburga, Tobolska, Chimek i z Moskwy. Odwołanie się do dawnego herbu miało pokazać, że współczesny Tobolsk nawiązuje do swej chwalebnej przeszłości, a kolejne pokolenia jego mieszkańców pracują dla dobra regionu. Uwzględniono także pierwotne barwy sztandarów oraz trofeów wojennych. Użycie herbu reguluje uchwała Tobolskiej Rady Miejskiej z 19 czerwca 2007 r. (nr. 123).     